# Copa África de Fútbol de ConIFA
La Copa Africa de Fútbol de ConIFA es un torneo internacional de fútbol organizado por ConIFA, una asociación que agrupa a estados, minorías, pueblos apátridas y regiones no afiliadas a la FIFA. La competición está prevista a celebrarse cada dos años. La primera edición se jugó en Sudáfrica en mayo de 2022, tenendo a la selección de Biafra como primer campeón.

## Historia

### Edición cancelada: Zanzíbar 2021
En febrero de 2021, ConIFA anunció que la edición 2021 de la Copa África de Fútbol de ConIFA se llevaría a cabo en la Ciudad de Zanzíbar, y contaría con 10 equipos, pero acabó siendo cancelada.

### Sudáfrica 2022
Participaron Biafra, Matabelelandia y Yoruba. 
Las tres selecciones jugaron un triangular, clasificando a las dos mejores a la final. 
En la final Biafra venció a Matabelelandia por 1-0 para ganar la Copa África de ConIFA 2022.

## Palmarés
| Año           | Sede      | Campeón   | Final Resultado | Subcampeón     | Tercer lugar | Resultado                    | Cuarto lugar                 |
| ------------- | --------- | --------- | --------------- | -------------- | ------------ | ---------------------------- | ---------------------------- |
| 2021          | Zanzíbar  | Cancelado | Cancelado       | Cancelado      | Cancelado    | Cancelado                    | Cancelado                    |
| 2022 Detalles | Sudáfrica | Biafra    | 1:0             | Matabelelandia | Yoruba       | Solo hubo tres participantes | Solo hubo tres participantes |

## Títulos por equipo
| Equipo         | Campeón  | Subcampeón | Tercer lugar | Cuarto lugar |
| -------------- | -------- | ---------- | ------------ | ------------ |
| Biafra         | 1 (2022) | 0          | 0            | 0            |
| Matabelelandia | 0        | 1 (2022)   | 0            | 0            |
| Yoruba         | 0        | 0          | 1 (2022)     | 0            |

## Miembros africanos de la ConIFA
- Barāwe

- Biafra

- Cabilia

- Islas Chagos

- Matabelelandia

- Sahara Occidental

- Somalilandia

- Sotho

- Yoruba

- Yoruba NFF

- Zanzíbar

## Desempeño
| Equipo            | 2022 (3) | Part. |
| ----------------- | -------- | ----- |
| Barāwe            | ×        | 0/1   |
| Barotselandia     | ×        | 0/1   |
| Biafra            | 1º       | 1/1   |
| Cabilia           | ×        | 0/1   |
| Islas Chagos      | ×        | 0/1   |
| Matabelelandia    | 2º       | 1/1   |
| Sahara Occidental | ×        | 0/1   |
| Somalilandia      | ×        | 0/1   |
| Yoruba            | 3º       | 1/1   |
| Zanzíbar          | ×        | 0/1   |

### Simbología
| - 1.º – Campeón - 2.º – Finalista - 3.º – 3.º Lugar - 4.º – 4.º lugar - GS – Fase de grupos | - q – Clasificado - •• – Clasificó pero se retiró - • – No clasificó - × – No participó / se retiró / prohibido / participación no aceptada por ConIFA - – Anfitrión |